# Тихий (заказник)
Ти́хий — лісовий заказник місцевого значення в Україні. Розташований у межах Великоберезнянського району Закарпатської області, на південь від села Тихий (в урочищі «Тихий»). 
Площа 25 га. Статус надано згідно з рішенням Закарпатського облвиконкому від 18.11.1969 року № 414; рішення ОВК від 25.07.1972 року № 243; рішення ОВК від 23.10.1984 року № 253. (Увійшов до складу Ужанського НПП без вилучення площі; Указ Президента від 27.09.1999 року № 1230/99). Перебуває у віданні ДП «В.Березнянське ЛГ» (Волосянківське лісництво, кв. 19, вид. 19). 
Створено з метою збереження частини лісового масиву, де зростає буково-ялицевий праліс віком понад 200 років. Має велике наукове значення і природоохоронне значення. 
Входить до складу Ужанського національного природного парку.